# St. Margaretha (Hohenwepel)

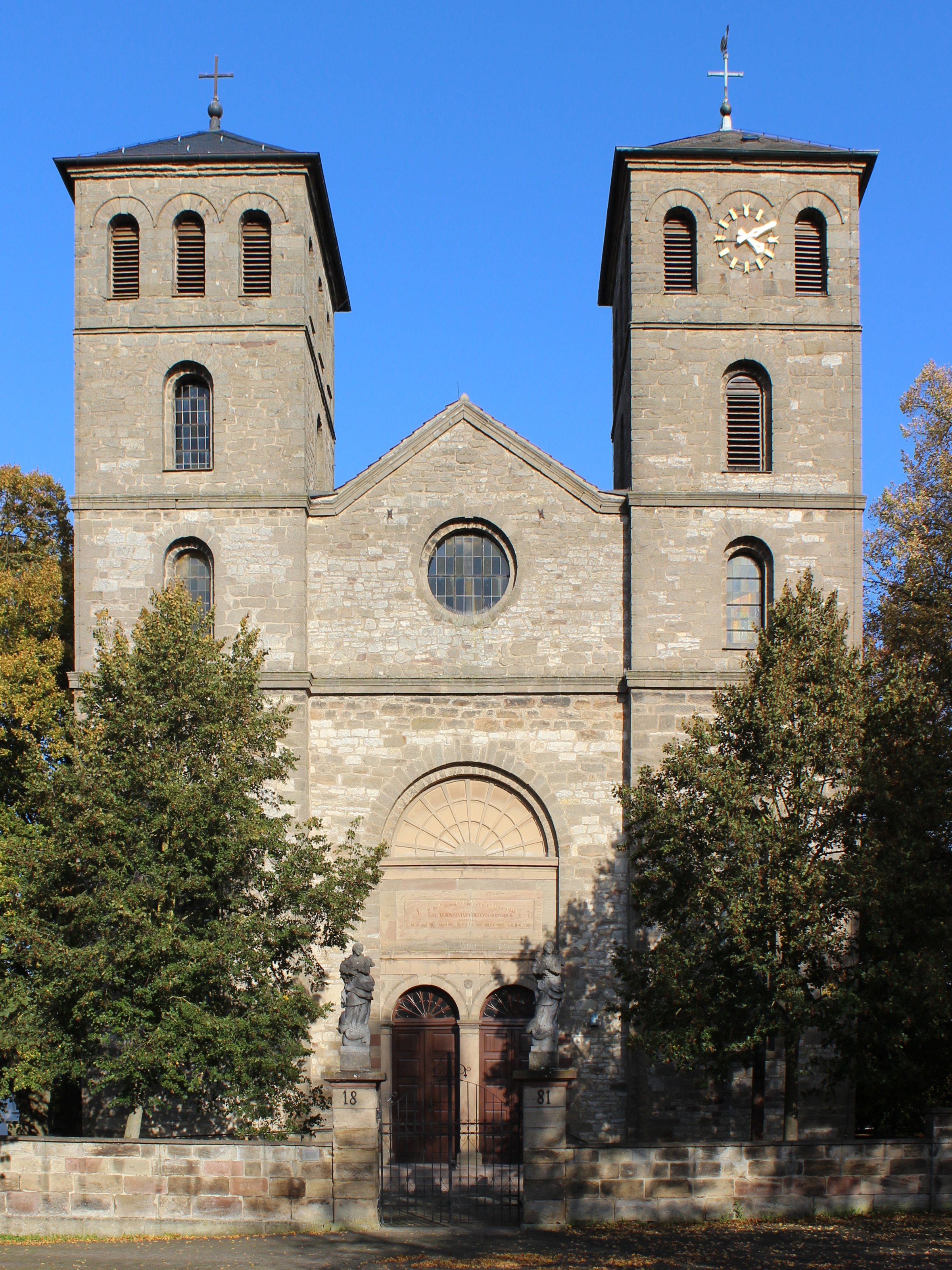
Hohenwepel, St. Margaretha

Die römisch-katholische, denkmalgeschützte Pfarrkirche St. Margaretha steht in Hohenwepel, einem Gemeindeteil der ostwestfälischen Stadt  Warburg im Kreis Höxter von Nordrhein-Westfalen. Die Kirchengemeinde gehört zum Pastoralverbund Warburg im Dekanat Höxter des Erzbistums Paderborn.

## Beschreibung
Nach dem Brand des Vorgängerbaus wurde die klassizistische Saalkirche 1839–41 nach einem Entwurf von Ferdinand Heinrich Dieckmann in Anlehnung an Bauten von Karl Friedrich Schinkel erbaut. Sie besteht aus einem Langhaus, einer Apsis im Osten und einer Doppelturmfassade im Westen. Der ursprünglich mit einer Flachdecke überspannte Innenraum wurde 1902 nach einem Entwurf von Franz Mündelein zu einer Hallenkirche mit einem weiten Mittelschiff zwischen schmalen Seitenschiffen umgebaut. Die Pfeiler, auf denen das Kreuzgratgewölbe des Mittelschiffs ruht, trennen es von den Seitenschiffen. Die farbigen Fenster stammen z. T. von Victor Johann von der Forst. 
Zur Kirchenausstattung gehört u. a. ein Hochaltar, ursprünglich das Mittelteil eines dreiteiligen Altarretabels. Die Orgel mit 21 Registern, zwei Manualen und einem Pedal wurde 1927 von Anton Feith gebaut.